# Abacetus congoensis
Abacetus congoensis es una especie de escarabajo terrestre de la subfamilia Pterostichinae.  Fue descrito por Tschitscherine en 1899. 